# Тета Голубя
Тета Голубя (лат. θ Columbae), HD 42167 — двойная звезда в созвездии Голубя на расстоянии приблизительно 782 световых лет (около 240 парсек) от Солнца. Видимая звёздная величина звезды — +4,994m.

## Характеристики
Первый компонент — бело-голубая звезда спектрального класса B8IV, или B9IV, или B9. Масса — около 5,66 солнечной, радиус — около 7,515 солнечного, светимость — около 472,32 солнечной. Эффективная температура — около 11430 K.
Второй компонент — коричневый карлик. Масса — около 38,02 юпитерианской. Удалён в среднем на 2,665 а.е..